# أوردولايز
بلدية أوردولايز (بالإسبانية: Urduliz) هي بلدية تقع في مقاطعة بيسكاي، التي تقع في منطقة الباسك شمالي إسبانيا.

## أعلام
- أوناي إلجيزابال
- سابين ميرينو

## وصلات خارجية
- (بالإسبانية)